# Diadegma comptoniellae
Diadegma comptoniellae là một loài tò vò trong họ Ichneumonidae.